# Константин (син цара Василија I)
Константин ( Грчки: Κωνσταντῖνος  ; рођен између 855. и око 865, умро 3. септембра 879.) је био млађи византијски цар - савладар, са својим оцем  царем Василијем I  као старијим царем, од јануара 868. до 3. септембра 879. Његово порекло је предмет расправе, али се генерално претпоставља да је син византијског цара Василија I ( в. 867–886 ) и његове прве жене, Марије или друге жене Евдокије Ингерине ; иако друге теорије укључују да је син цара Михаила III ( в. 842–867 ) и Евдокије. Константина је његов отац поставио за савладара јануара 868 . Био је верен за Ерменгард из Италије, ћерку цара Светог римског царства Луја II, 870/871, али није познато да ли се икада оженио њом; неки извори заузимају афирмативан став, док други тврде да нема конкретних доказа. Као цар, служио је у неколико кампања заједно са својим оцем, укључујући и ону у Сирији, за коју је поделио тријумф .
Константин је био Василијев наследник, и као такав добијао је велику пажњу од њега, и пратио га у војним походима; док је његов млађи брат Лав VI ( в. 886–912 ), постављен је за цара - савладара само да би осигурао царску лозу и ојачао легитимитет. Међутим, Константин је умро од грознице 3. септембра 879, пре свог оца. Након његове смрти, Лав је постао наследник, а други брат Александар ( в. 912–913 ) подигнут је за цара - савладара.

## Живот

### Родитељство
Константин је рођен непотврђеног датума: историчар Николас Адонц тврди да је рођен око 855, док Шон Тогер наводи да је можда рођен 864. или касније.  Константиново родитељство је јако спорно. Византијски цар Василије I ( в. 867–886) је опште прихваћен као његов отац, али је имао две жене, Марију и Евдокију Ингерину ( в. 866–882 ). Штавише, неки извори наводе да је Евдокија била љубавница Василијевог претходника,цара Михаила III ( в. 842–867 ), док је била удата за Василија.  Извори наводе да је Василије био ожењен Маријом пре него што је постао цар, и да је са њом имао најмање једно дете, Анастасију, а можда и самог Константина, пре него што му је владајући цар Михаило III наредио да се разведе од ње и ожени Евдокијом, што је и учинио; тачан датум је непознат, али се брак Василија са Евдокијом традиционално датира у око 865, засновано на временској линији Псеудо-Симеона из 10. века;    иако су историчари као што су Ромили Џенкинс и Патриша Карлин-Хајтер довели у питање валидност ове временске линије.  Џенкинс такође указује на „хронолошке неподударности“ наратива Симеона Логотета о Михаиловој владавини, доводећи даљу сумњу у датум венчања Василија и Евдокије.  Историчар Сирил Манго износи своје уверење да је Константин био дете Василија и Марије, заједно са Анастасијом,  став који дели и Георгије Острогорски .  Јудитх Херин, уместо тога, тврди другачији датум за венчање Василија и Еудокије, што би Евдокију учинило Константиновом мајком.   Лав Граматик, историчар из 10. века, с друге стране, сугерише да је Константин био син цара Михаила III и Евдокије.  Историчари Линда Гарланд и Шон Тогер не заузимају став у свом раду из 2007, али признају да је било који од њих могућ док се нагињу Василију као оцу. 
Неки извори непријатељски расположени према македонској династији, коју је основао цар Василије I, укључујући традицију Симеона Логотета из 10. века, сугеришу да је будући цар Лав VI ( в. 886–912), номинално син Василија и Евдокије, заправо је био Михаилов син и да је била Михаилова љубавница већи део његовог живота, на основу времена његовог рођења у односу на њен брак са Василијем. Могуће је да је овај брак био искључиво номинални, и да је цар Михаило III понудио своју најстарију сестру Теклу Василију као љубавницу за то време, а неки извори сугеришу да је и сама Евдокија остала као Михаилова љубавница. Симеон Логотет имплицира да је не само Лав, већ и Васељенски патријарх Стефан I Цариградски син цара  Михаила III. Ђорђе Хамартолос, савремени извор, тврди да је будући цар Александар ( в. 912–913), био је Василијев једини законити син. Манго сугерише да је намера брака била да се осигура да ће Лав, са којим је Евдокија тада била трудна, према неким изворима, бити рођен у љубичастој боји, званично као дете цара - савладара и царице, а не као цара и љубавнице. Гарланд и Тоугер признају да је мало вероватно да би промакедонски извори признали такво неверство, јер би то осрамотило династију. Они сумњају у цео наратив Симеона Логотета, пошто је он генерално непријатељски настројен према македонској династији, и питају се како би, ако је Евдокија била Михаилова љубавница од његове младости, Лав могао бити њихово прво дете.  И Острогорски и Адонц сматрају да је Лав био законити син Василија и Евдокије и одбацују заверу.  У својој истрази о гласинама о неверству, Карлин-Хајтер примећује да се оно налази само у антимакедонским изворима и да је гласина била савремена Михаиловој владавини, и закључује да је та гласина имала за циљ да понизи Василија. 
Тоугер у свом докторату из 1994. године. теза подржава теорију да је Константин син Василија и Евдокије.  У свом каснијем раду из 1997. године, он се противи великом делу образложења да се Константин сматра Маријиним сином, али не наводи дефинитивно мајку за Константина.  У свом раду из 1994. он истиче да многи византијски хроничари сматрају Константина сином Василија и да многи историчари користе аргумент да је Константин Маријин син као средство да објасне зашто је Лав, али не и Константин, рекао да га је Василије мрзео, пошто би Василије стога сматрао Константина својим правим сином.  Он такође тврди да Александар, који није могао да буде Михаилов син због тога што је рођен после његове смрти, није био уздигнут уместо Константина и Лава, што сугерише или да је Василије веровао да су обојица његови синови, или да му не смета што нису,  и што изгледа да цар Михајло  III није гледао на Лава на било који очински начин, наводећи да „ово само по себи говори“.  Теже доводи у питање аргументе који спречавају Константина да буде син Евдокије на начин да се тврди да би стога био премлад за кампању са својим оцем 878. године; он тврди да је, с обзиром на питања везана за хронологију брака Василија и Евдокије, могуће да би Константин био у годинама борбе.  Историчар Арнолд Ј. Тоинбее тврди да родитељи могу имати различита осећања према синовима, а разлика у личностима је подједнако вероватна као и различите мајке да објасне зашто је Василије више волео Константина него Лава. 
У свом раду из 1997. Тоугер истиче да је Мангова реконструкција генијална, али замршена, тврдећи да је цар Михаило III једноставно могао да усвоји Константина, уместо да прави заверу да његово дете, за које није могао да зна да ће бити мушко, рођено у љубичастој боји .  Ово је додатно поткрепљено чињеницом да је Александар постао цар тек 879. године, након Константинове смрти.  Тоугер такође истиче да се Лав VI залагао за довођење сина племића, званог „племенити младунци“, у походима у својој Тактика, истом термину који Житије Василија користи за Константина у свом наративу о кампањи из 878. године; стога наводећи да је могуће да је Константин у то време могао бити 13/14, а самим тим и Евдокијин син.  Адонц тврди да је Константин морао бити рођен око 855. године и да је, према томе, син Марије, да би био верен са Ерменгардом од Италије, ћерком цара Светог римског царства Луја II ( в. 844–875 ), међутим, Тоугер тврди да ова веридба одражава више веридбу детета него прави брак, и да, с обзиром на то да су многи византијски мушкарци били ожењени са 15 година, то може указивати на то да је он био млађи. 

### Каснији живот
Василије је био рођен у сељачкој породици,  постаје близак пријатељ цара Михаила III, а касније је постао његов повереник и Parakoimomenos .  Василије је постао савладар тако што је убедио цара Михаила III да његов ујак Варда спрема заверу против њега и након што је убио Варду уз Михаилов благослов, крунисан је 26. маја 866. Тензије између Василија и цара Михаила III су се повећале, а Василије се плашио да ће бити смењен, пошто је цар Михаило III претио да ће уместо тога за цара поставити патриција Василискијана. Стога су га у ноћи 23./24. септембра 867. године Василије и његови завереници убили у његовој постељи, чиме је Василије постао једини цар. 
Константина је, заједно са осталом браћом, образовао Фотије, касније цариградски патријарх ; Фотије је такође могао бити Константинов кум, иако неки извори, као што је Тоугер, верују да је Фотије био кум Лаву, а не Константину.  Сматра се да је Константин добио директније образовање и пажњу од Василија, док су његову другу браћу можда пратили дворски евнуси.  Константина је Василије поставио за цара - савладара у око јануара 868.  и тим је означен за наследника.   Неки историчари датирају крунисање 6. јануара 868. године, празником Богојављења, али у то нема сигурности; церемонија је такође могла да се одржи 25. децембра 867.  Иако је Лав подигнут за цара - савладара 6. јануара 870,  Тврђи сматра да је вероватно да је Лав, иако технички делио империјални статус, требало да живи у живот опскурности, који постоји само да би обезбедио царско наслеђе, као што ће Александар касније бити под самим Лавом.  
Константин је био верен са Ерменгардом од Италије, ћерком цара Светог римског царства Луја II,   870/871,  историчари Шарл Превите-Ортон и Вернер Онсорге заузимају став да су се венчали, међутим, Тоугер ( 1994) тврди да нема доказа да се икада оженио.  Константин је служио у војним походима заједно са својим оцем,   како би га припремио за војсковођу,  укључујући кампању у Сирији, за коју је са оцем поделио тријумф у Цариграду . 878.   У јануару 879. године, Константин и његов отац су кренули у поход на Германику, до великог успеха.  Тог лета су се вратили и опљачкали Германику и Адату и извршили препад на северну Месопотамију . 

#### Смрт
Константин је неочекивано умро од грознице 3. септембра 879, остављајући Лава као примарног наследника.   Цара Василија I је тешко погодила Константинова смрт, и након тога је прогласио период жалости, који би вероватно трајао и до шест месеци. Значајно је да се велики део кованог новца направљеног након његове смрти фокусира на њега.  Џенкинс наводи да је после Константинове смрти „Василије полудео и наставио да буде подложан нападима поремећености“ и наводи да је Василије постао насилан и презрив према Лаву, за кога „никада није марио “, презирући његову „књишку младост”; Тоугер ово сматра „у најбољем случају преувеличавањем“.   Тоугер признаје да промакедонски извори имају очигледну пристрасност у изјави да се Василије опоравио „мушко, инспирисан примером Јова “, али верује да је Василијев шок био више последица губитка наследника којег је Василије  добро обучио и очекивао да ће га наследити, а не истинско фаворизовање. Василије је такође наредио патријарху Фотију I Цариградском, да Константина прогласи за светитеља, што је потврдио Цариградски синаксар.  Игњатијев живот наводи да је Василије наредио да се саграде бројне цркве и манастири у част Константина, укључујући и једну на локацији где је Теодор Сантабаренос наводно могао да призове духа Константина за цара Василија I. 
Након Константинове смрти, цар Василије I се фокусирао на обезбеђивање своје династије тако што је оженио Лава са Теофаном Мартинакијом, како би они добили наследнике, а Тоугер (1994) примећује да је цар Василије I можда чак постао превише заштитнички настројен, штитећи своју преосталу децу од ратовања.  Осим тога, верује се да је Александар крунисан за цара након Константинове смрти, 879.  Лава је Василије затворио и лишио царског ранга 883., наводно због својих планова да га узурпира, након чега се чини да је Александар постао наследника, до јула 886, када је Лав ослобођен и враћен за цара.  Само месец дана касније, 29. августа 886. године, Василије је умро од рана из лова, а Лав га је наследио.  

## Историографија
Промакедонски извори као што су Лав VI и његов син Константин VII, као и Јосиф Генезије искључују информације о Василијевом првом браку са Маријом.  Константин VII наводи да су све његове тетке и стричеви били законита деца цара Василија I и царице Евдокије, док Лав VI иде даље, наводећи да су цар Василије I и царица Евдокија родили децу пре него што су се венчали.  Цар Константин VII даје идеализовану верзију Василијеве владавине, наводећи да су га, када је Василије крунисан у храму Свете Софије, пратила кочија у којој су били Евдокија, Константин и Лав, и да су и Константин и Лав били крунисани у исто време. као Василије, 867. са чиме се не слаже ниједан други извор. 
Антимакедонски извори, као што је Симеон Логотет, обично претпостављају да је Константин био син Евдокије,   и дају информације у вези са наводним Евдокијиним неверством, и договором између цара Михаила III и Василија. 
Константин се помиње као цар у Делима Осмог васељенског сабора .  Појављује се, носећи титулу basileus, на бројним новчићима, поред цара Василија I и других чланова његове породице. 